# Криви Камен
Криви Камен (мкд. Криви Камен) је насеље у Северној Македонији, у североисточном делу државе. Криви Камен је у оквиру општине Ранковце.

## Географија
Криви Камен је смештен у североисточном делу Северне Македоније. Од најближег града, Куманова, село је удаљено 40 km источно.
Село Криви Камен се налази у историјској области Славиште. Насеље је положено високо, на јужним висовима планине Герман, на близу 1.000 метара надморске висине.
Месна клима је планинска због знатне надморске висине.

## Становништво
Криви Камен је према последњем попису из 2002. године имао 23 становника. Од тога огромну већину чине етнички Македонци (100%).
Претежна вероисповест месног становништва је православље.